# Dolman (kleding)

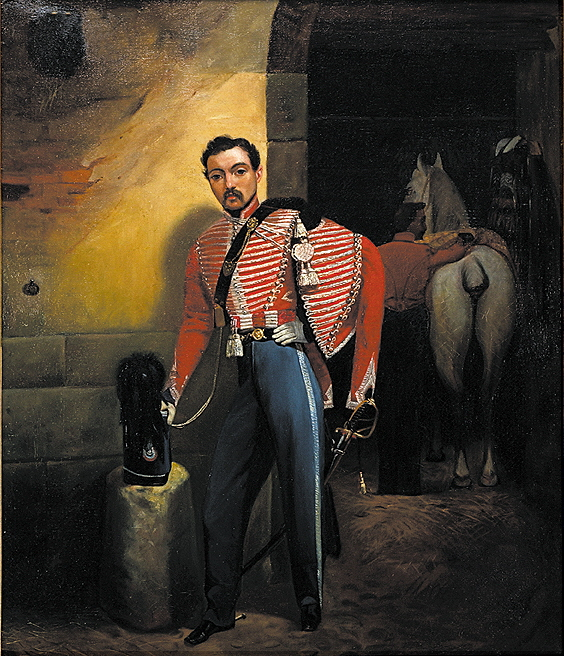
Luitenant van het Franse "1er Régiment de Hussards" (1e Regiment Huzaren) met dolman. Over zijn schouder heeft hij een pelisse in dezelfde kleur (ca. 1840)

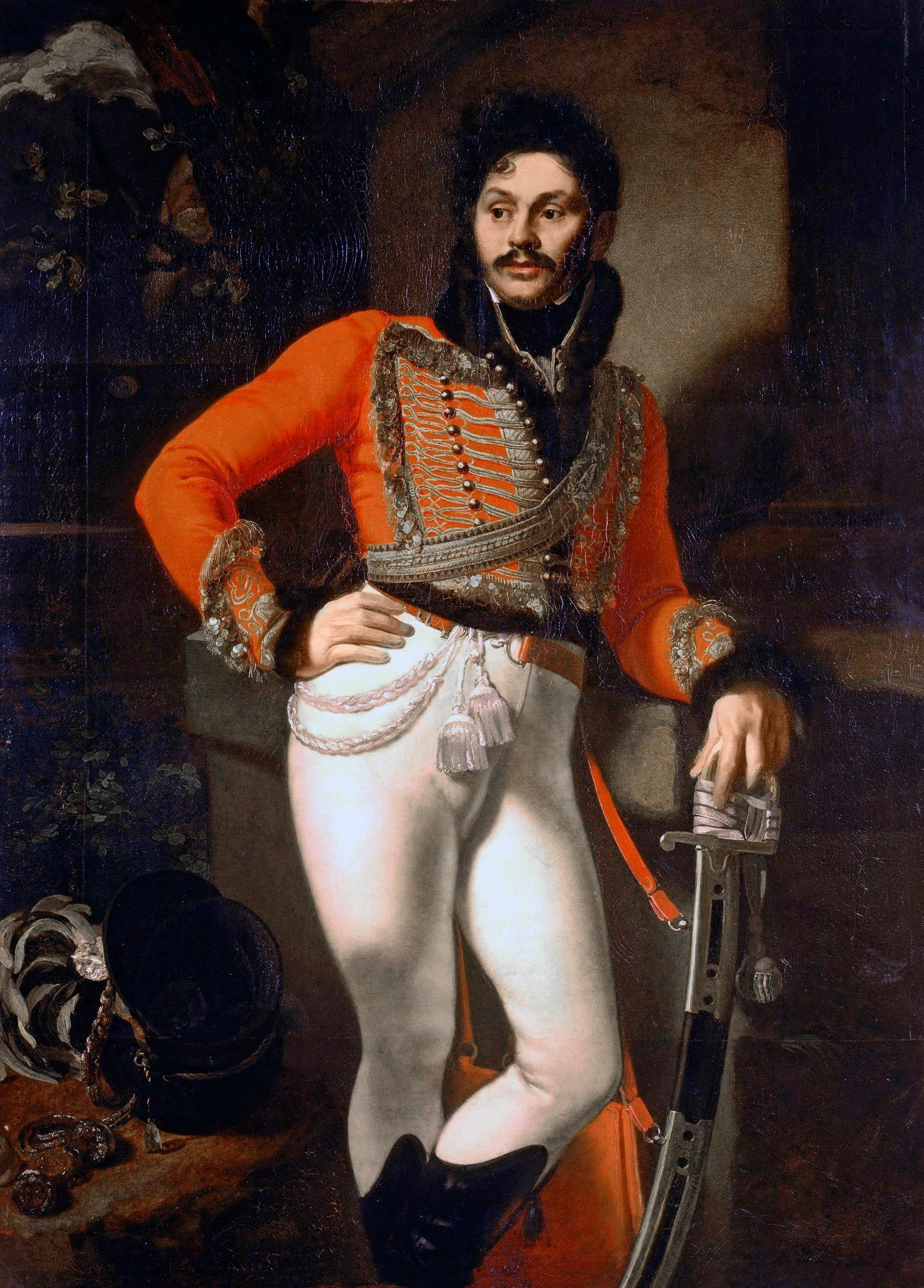
Portret van de Russische lijfgardekolonel Yevgraf Davydov met dolman (Orest Kiprensky, 1809)

Een dolman was een uniformjas die door huzaren gedragen werd. Hij was erg populair in de 19e eeuw, vooral onder officieren, huzaren en jagers te paard.
De grote mogendheden, zoals Frankrijk, Groot-Brittannië, Duitsland, Oostenrijk-Hongarije en Rusland, waren in de 18e en 19e eeuw politiek en militair toonaangevend. Kleinere mogendheden namen de militaire kledij en uitrusting die in deze machtige staten gedragen werd over. Typische voorbeelden hiervan zijn de van oorsprong Oost-Europese dolman en attila, die in vrijwel alle West-Europese legers werden ingevoerd bij bereden artillerie en huzarenregimenten.
De dolman is een korte jas met lange mouwen en is aan de voorzijde vaak verfraaid met tressen, die een knoop-en-lus sluiting vormen. De jas is verder versierd met bijv. passement, knopen, koorden, galon of soutache, soms van zilver- of gouddraad. De motieven zijn vaak ontleend aan de versieringen van Hongaarse en Kroatische magnatenkostuums uit de 16e eeuw. De kleuren van de stof en versiering verschilden per regiment.

## Nederland
Bij de heroprichting van het Korps Rijdende Artillerie in 1814 was de dolman die in de jaren daarvoor een vast deel was geworden van het ruitertenue, ingeruild voor de rokjas. In 1842 werd de dolman opnieuw ingevoerd voor militairen van de rijdende artillerie.
Manschappen en onderofficieren droegen als "groot tenue"  de "gele dolman", een zwart jasje met 16 gele tressen en gele versiersels. Officieren droegen de "gouden dolman", met 20 goudkleurige tressen en goudkleurige versiersels. De tressen waren oorspronkelijk van touw, zodat ze bescherming boden tegen sabelhouwen.
De dolman werd ook te velde gedragen. Op de kazerne droegen manschappen donkerblauwe buis  met een stalmuts in dezelfde kleur die was voorzien van een gele kwast aan de voorzijde en versierd met een in geel geborduurde afbeelding van een springende granaat. Officieren en onderofficieren droegen op de kazerne de "blauwe dolman" van donkerblauwe stof met donkerblauw galon  en tressen, het ‘klein tenue’. 
In 1912 werd de dolman vervangen door het grijsgroene standaardtenue, en worden de gele en gouden dolman alleen nog gedragen als onderdeel van het ceremoniële tenue van militairen van de rijdende artillerie, en de blauwe dolman als "Bijzonder Gelegenheidstenue (BGLT)".:p8-5